# Recursos de alojamiento alternativo
Los alojamientos alternativos son un conjunto de viviendas establecidas con el objetivo que las personas con unas necesidades específicas puedan vivir organizadas y de manera independiente en un entorno normalizado. 
La finalidad de estos alojamientos son principalmente facilitar la adquisición de la autonomía personal y social de la persona en un ambiente normalizado, a partir de recursos y herramientas que favorezcan las actividades cotidianas, organizativas y relacionales. Por conseguir-lo, desde las administraciones públicas y entidades privadas ofrecen varias equipaciones y servicios para dar respuesta a estas necesidades. El abanico de ofertas que se ofrecen a la ciudadanía son recursos en alojamiento, manutención y apoyo social. Y los servicios de estanca pueden ser temporal o permanente.

## Introducción
Las diferencias entre los alojamientos depende de cuatro aspectos principales:
1. Según el colectivo al cual va dirigido: gente mayor, discapacidad, trastornos mentales, mujeres, menores, desintoxicación, personas sin hogar...
2. Según el objetivo de la intervención:
  - Alternativa al internamiento: viven en comunidad con asistencia sin aspectos negativos de las residencias.
  - Alternativa al núcleo familiar: facilitar la vida independiente a todas aquellas personas que necesitan un acompañamiento para poder vivir de forma independiente.
3. Según el nivel de supervisión y apoyo que se presta.
4. Según el número de personas que forman la unidad de convivencia.

## Recursos de alojamiento alternativos por colectivos

### Gente mayor[2]
Estos recursos están destinados a todas aquellas personas mayores o igual a los 65 años con un alto grado de autonomía.

#### 1. Viviendas individuales o bipersonales.
Son pisos o viviendas convencionales, pero han sido adaptados a las necesidades de las personas, normalmente son apartamentos pequeños y funcionales.
Las ventajas que tienen estos pisos es que protegen la intimidad de cada persona, pero puede producir un mayor riesgo de aislamiento y una falta de integración. Por otra banda, estos pisos no se recomiendan a aquellas personas con deterioro cognitivo.
Estas viviendas están situadas en unas áreas ajardinadas y en contexto urbanístico, puesto que hay una mayor accesibilidad ante las posibles necesidades del colectivo como los servicios básicos y la teleasistencia.

#### 2. Viviendas tuteladas compartidas.

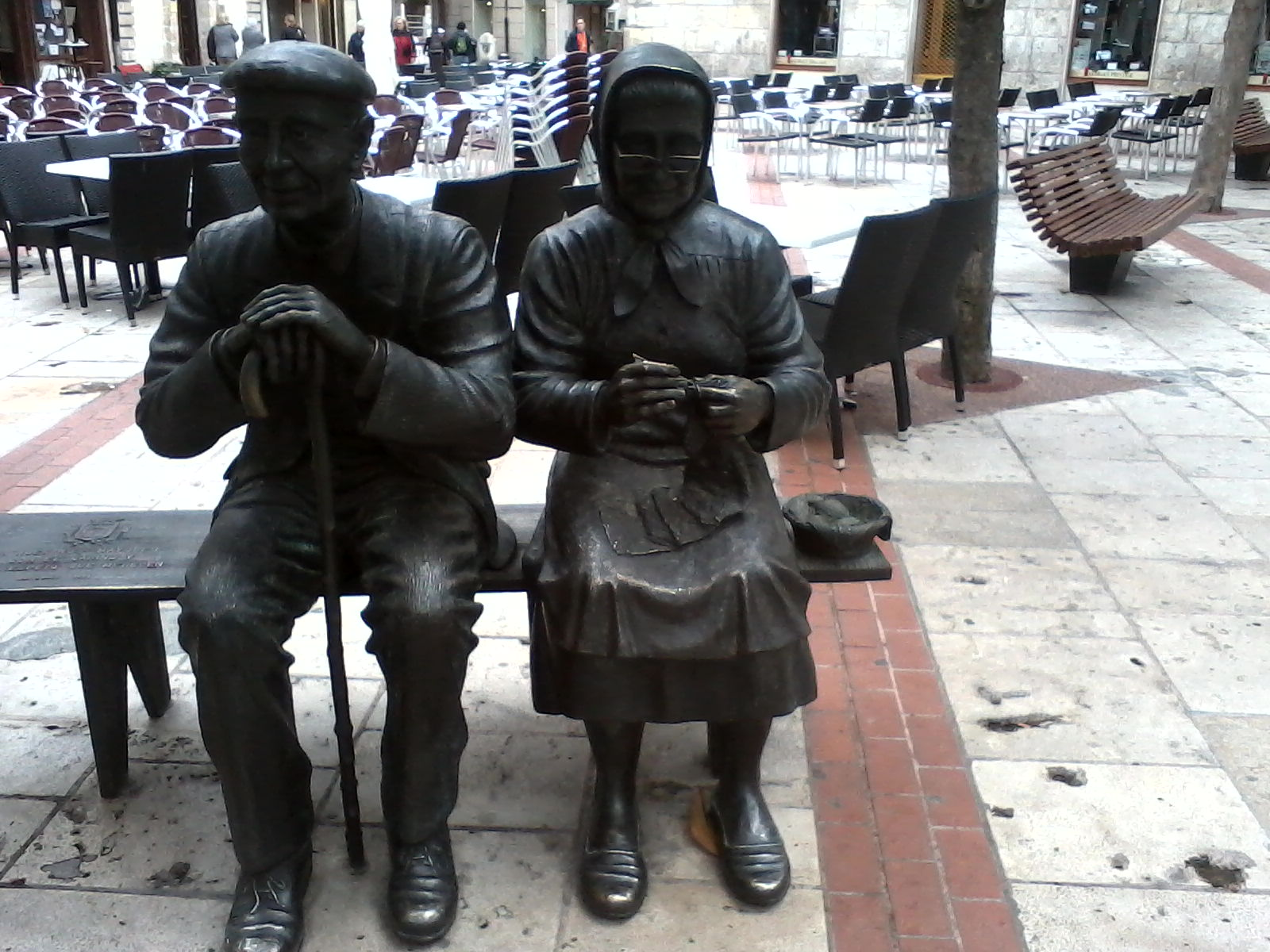
Estatua que representa a una pareja de ancianos en los alrededores de la Catedral de Burgos.

Es una vivienda más grande que el anterior y en ella pueden convivir varias personas, entre cuatro y manantial, y todas se tienen que valer por sí mismas. Esta tipología de vivienda favorece las relaciones cordiales y fomenta la ayuda mutua, el apoyo en la convivencia y la autoorganización. Pero, también pueden originarse problemas de convivencia para la pérdida de intimidad.

#### 3. Pequeñas unidades de convivencia o mini residencias.
Este servicio surge como rechazo al modelo de residencia tradicional, es una vivienda para grupo reducido de personas de entre cuatro y veinticuatro. Las pequeñas unidades de convivencia tienen el mismo funcionamiento que un hogar convencional; cada uno de los miembros realizan diferentes tareas cotidianas con los apoyos que se los sean necesarios. Además, por como está formada la organización de este servicio permite que puedan vivir personas con cierto deterioro cognitivo.
Las mini residencias forman parte de la red de servicios sociales de la localidad en las que están ubicadas y prestan una tutela especializada porque ofrecen una orientación comunitaria y familiar.

#### 4. Acogida familiar.
Este servicio es poco habitual en España, pero a Europa tiene un peso relevante, puesto que es un tipo de modalidad regulada por los Servicios Sociales municipales que valoran la adecuación de la vivienda y la tipología de familia, por así garantizar el éxito del procedimiento.
La acogida familiar son varias familias que acogen personas grandes con las cuales no guardas ningún parentesco y se los proporcionan alojamiento, manutención, atención y compañía a cambio de una prestación económica.

#### 5. Viviendas compartidas entre jóvenes y personas grandes.
Es pareciendo en el interior (acogida familiar) pero este consiste en el hecho que el joven se integra en el domicilio de la persona grande a cambio de cantidad mensual u otras ayudas como: compañía, tareas domésticas, atención personal, etc.

Símbolo que representa el uso exclusivo para personas con discapacidad. Hoy en día, existe otro tipo de logo con respecto a la discapacidad que hace mención de un círculo con un persona conectando sus miembros superiores e inferiores, lo que se relaciona con el hecho de que no es un "discapacitado", sino que es una persona con discapacidad, que tiene derechos y obligaciones.

### Discapacidad[4]
Las viviendas por el colectivo de personas con discapacidad o diversidad funcional tienen el objetivo de garantizar y facilitar una vida más autónoma, dentro de las mismas posibilidades, en una vivienda tutelada. Normalmente, es un grupo homogéneo, de entre cuatro y ocho personas, con unas características y apoyos similares o compatibles con la de los otros compañeros para conseguir hacer factible el funcionamiento de la unidad de convivencia. Es por eso que, los servicios realizan unos programas individuales segundos las necesidades propias de los usuarios; autonomía personal, habilidades sociales, habilidades domésticas, integración en la comunidad, etc. Es por estas razones que según la intensidad de apoyo y la necesidad de supervisión se encuentra:

#### 1. Viviendas tuteladas
- Se ofrece un apoyo extenso: de manera continuada, sin límite de tiempo. La persona depende de terceros en determinadas situaciones.
- Apoyo generalizado: de manera continuada, posiblemente durante toda la vida de la persona con discapacidad. La persona depende de terceros.

#### 2. Viviendas con apoyo
Necesidades de apoyo son limitadas (atención profesional en determinados momentos).

#### 3. Viviendas supervisadas
Grado notable de autonomía (apoyo intermitente con supervisión y seguimiento adaptado).

### Mujeres[5]
Por el colectivo de mujeres se ofrecen hogares funcionales que están parcialmente autogestionadas. El objetivo de este servicio es alojar y facilitar la inclusión de las mujeres que se encuentran en una situación de dificultad social y han sido derivadas, normalmente de los Servicios Sociales, porque puedan vivir de forma independiente con sus hijos e hijas.

Símbolo de Venusque representa a la mujer.

Las usuarias de este servicio son mujeres víctimas de violencia doméstica y en dificultad social, normalmente están durando un periodo de seis a doce meses, pero este aposento se puede alargar según los casos individuales de cada mujer.
Para garantizar el objetivo del servicio se organizan varias actuaciones, recursos y servicios:
- Ayuda psicológica para mejorar la autoestima de la mujer y que ella misma consiga superar su situación de crisis.
- Recuperación de la autonomía personal y superación de la dependencia masculina.
- Restablecimiento de las dinámicas familiares.
- Seguimiento académico de los hijos e integración en los circuitos escolares.
- Seguimiento y apoyo en el desarrollo de las tareas cotidianas.
- Orientación en los procesos de reinserción sociolaboral.
- Orientación sobre los recursos sociales a su disposición.
- Acompañamiento en acciones de carácter judicial y en la tramitación de ayudas.

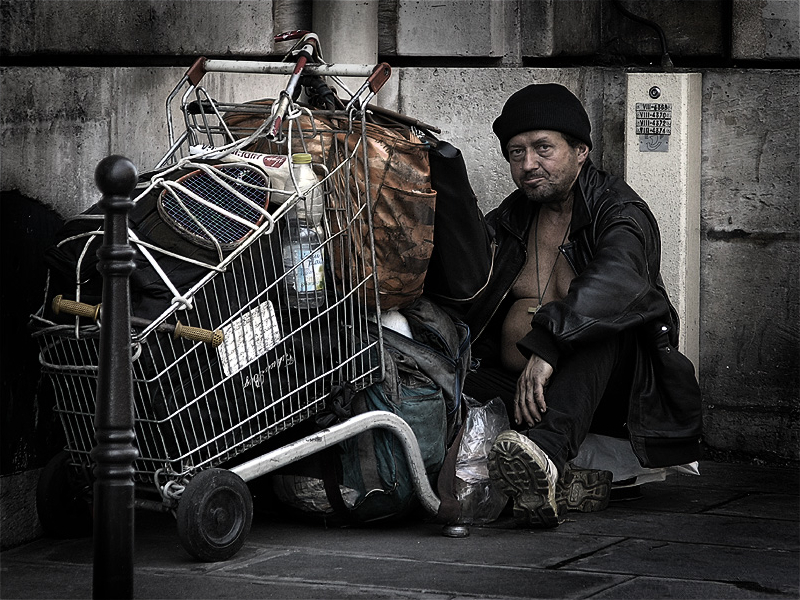
Sinhogar París

### Menores[6]
Los menores de edad cuentan con pisos tutelados, son núcleos convivenciales en viviendas normalizadas para jóvenes, de entre dieciséis y dieciocho años. En cada vivienda hay un grupo de connivencia de entre cuatro a ocho menores con monitores.
La finalidad de este servicio se crean diferentes programas individualizados para desarrollar y conseguir la autonomía personal y social de la persona, así como la inserción sociolaboral para favorecer su independencia cuando sean mayores de edad.
Este servicio surge de la detección en la dificultad que tienen los jóvenes internados de asumir una vida normal autónoma, independiente y responsable, además de su limitación en la gestión económica e instrumental al cumplir los dieciocho años. A través de los programas individualizados se intenta adaptar gradualmente, un proceso de desinstitucionalización de manera no traumática, ofreciendo al joven la oportunidad de empezar una vida independiente mediante un apoyo económico y humano.

### Desintoxicación[7]
Las viviendas y alojamientos que se ofrecen a este colectivo es para facilitar la convivencia mientras están inmersas en algún proceso terapéutico y en la adquisición de pautas sociales (pisos residenciales), puesto que este entorno garantiza seguridad, privacidad y confort y hace más fácil el mantenimiento de la abstinencia. Este servicio está formado por un equipo profesional multidisciplinario especializado en tratamiento psicológico, educativo, médico, sociolaboral, etc., aunque también se hace trabajo en red en el seguimiento con los centros de atención sanitaria después del alta del usuario. 
Acompañamiento en acciones de carácter judicial y en la tramitación de ayudas.

### Personas sin hogar[8]
Uno de los servicios más importantes que se ofrecen a este colectivo son los albergues o servicios de residencia temporal, va dirigido sobre todo a las personas en situación de vulnerabilidad que no disponen de las condiciones necesarias para vivir su día a día. En estos albergues se ofrece diferentes servicios como de manutención, atención personal, lavandería, apoyo social... 
Otro recurso que no es un centro de acogida o de atención especializada, es el comedor social un servicio asistencial que ofrece comer a todas aquellas personas que tenga esta necesidad.